# Benoît Poilvet
Benoît Poilvet (Saint-Brieuc, Bretanya, 27 d'agost de 1976) és un ciclista francès, que fou professional entre 2000 i 2008. En el seu palmarès destaca una victòria al Tour de Bretanya l'any 2008.

## Palmarès
- 1998
  - 1r al Gran Premi dels Marbrers
- 1999
  - 1r a la Essor Breton
- 2003
  - Classificació de la muntanya del Critèrium Internacional
- 2008
  - 1r al Tour de Bretanya i vencedor d'una etapa

### Resultats al Tour de França
- 2003. 109è de la classificació general

### Resultats al Giro d'Itàlia
- 2006. 99è de la classificació general

### Volta a Espanya
- 2005. Abandona
- 2006. 55è de la classificació general